# Karel Pletzer
Karel Pletzer (7. června 1922 České Budějovice – 12. července 2002 Dobrá Voda u Českých Budějovic) byl český historik, muzejník a bibliograf.

## Život
Vystudoval reformní reálné gymnázium v Českých Budějovicích a Filozofickou fakultu Univerzity Karlovy. Od roku 1948 pracoval v Jihočeském muzeu v Českých Budějovicích, ve kterém pak od roku 1953 dělal ředitele. Během období, tzv. normalizace, které následovalo po období tzv. Pražského jara, byl z funkce ředitele muzea odvolán. V letech 1970 až 1975 vedl historické oddělení tohoto muzea, v letech 1975 až 1977 pracoval jako redaktor nakladatelství Růže a v letech 1977 až 1982 působil jako odborný pracovník Státní vědecké knihovny v Českých Budějovicích, která byla předchůdcem Jihočeské vědecké knihovny.
Zasloužil se o uspořádání muzejních sbírek, jak v Jihočeském muzeu, tak v dalších muzeích a památnících v kraji. Byl v redakční radě Jihočeského sborníku historického. V letech 1990–1998 byl předsedou redakční rady časopisu Výběr z prací členů Historického klubu při Jihočeském muzeu v Českých Budějovicích. Patřil k hlavním redaktorům Encyklopedie Českých Budějovic.
Napsal mnoho článků s historickou tematikou, zejména z Českobudějovicka.
Primátorem Českých Budějovic byl vyznamenán Cenou města za autorské a badatelské zpracování rukopisu publikace „Českobudějovické ateliéry 1853–1929“ a další rukopisy, které vyšly v roce 2001.

## Výběr z díla
- Album starých pohlednic – Českobudějovicko: pohlednice zapůjčili: Jihočeské muzeum České Budějovice, Městské muzeum Netolice, Jiří Dvořák, Zdeněk Kopřiva, Miroslav Předota. Liberec: Nakladatelství 555, 2001. ISBN 80-86424-15-4.
- Biskup Jan Valerián Jirsík (1798–1883): Soupis literární činnosti a literatury o něm (1993)
- České Budějovice. Třeboň: Carpio, 2005. ISBN 80-86434-11-7.
- Českobudějovické fotoateliéry 1853–1929. [s.l.]: Jihočeské muzeum v Českých Budějovicích, 2001. ISBN 80-86260-16-X.
- Encyklopedie Českých Budějovic (některá hesla). [s.l.]: [s.n.] Dostupné online.
- Týn nad Vltavou: Stručný přehled historie města: Městské muzeum v Týně nad Vltavou